# 肖爾克里克鎮區 (密蘇里州牛頓縣)
肖爾克里克鎮區（英語：Shoal Creek Township）是位於美國密蘇里州牛頓縣的一個行政鎮區。

## 地方資料
肖爾克里克鎮區的面積為118.93平方千米，當中陸地面積為117.71平方千米，而水域面積為1.21平方千米。根據2020年美國人口普查的數據，當地共有人口13251人，而人口密度為每平方千米111.42人。